# Nu Eridani
Ne doit pas être confondu avec v Eridani (= 17 Eridani).
Désignations
Nu Eridani (ν Eri) est une étoile sous-géante de la constellation de l'Éridan. Sa magnitude apparente est de 3,93. D'après la mesure de sa parallaxe annuelle par le satellite Hipparcos, elle est située à environ 207 pc (∼675 al) de la Terre.

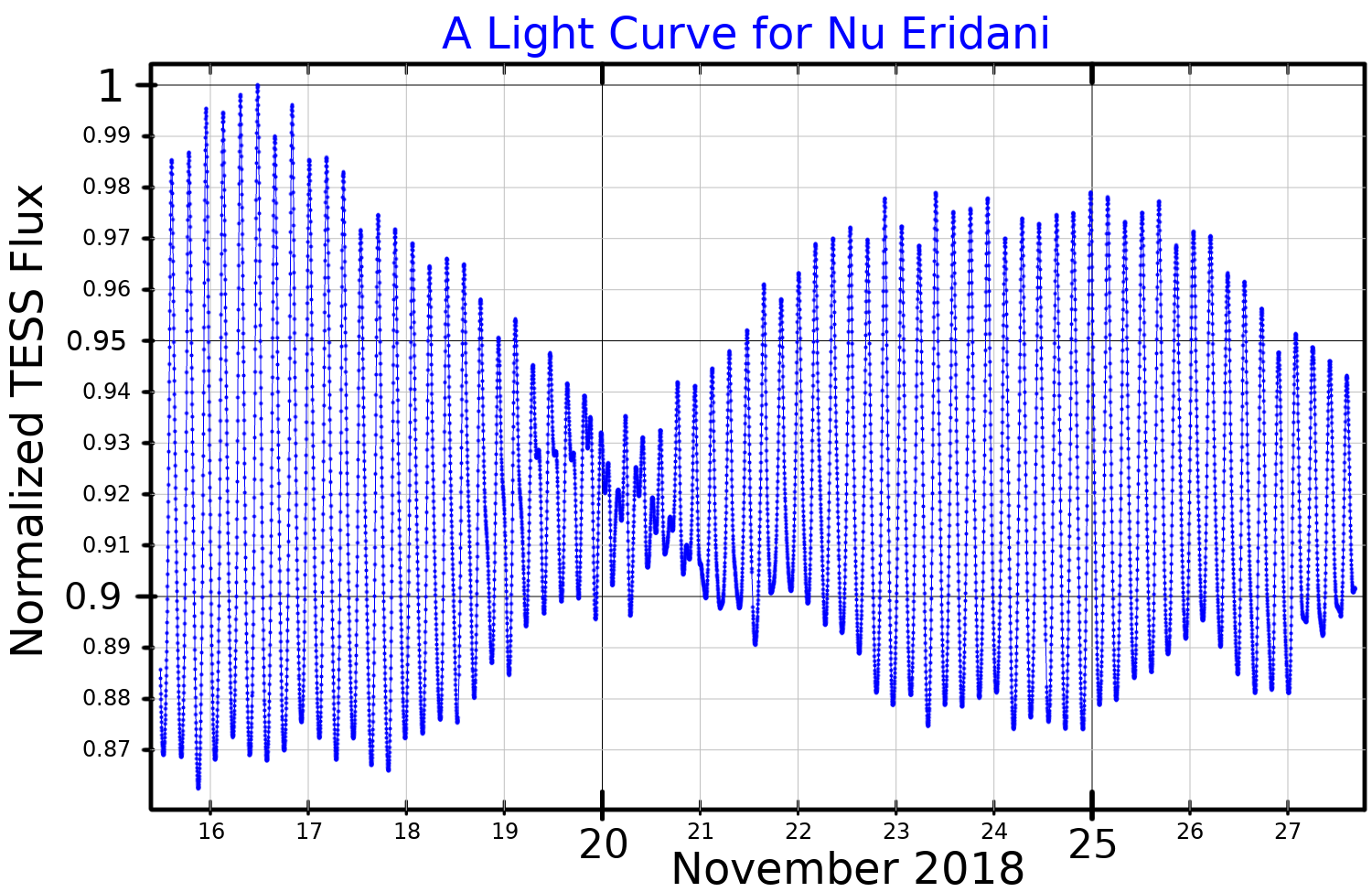
Courbe de lumière de Nu Eridani, issue des données du satellite TESS.

C'est une étoile variable pulsante hybride, montrant à la fois les pulsations des étoiles de type B à pulsation lente et des variables de type Beta Cephei. Sa position sur le diagramme HR est en effet à cheval sur les deux bandes d'instabilité correspondant à ces deux types d'étoiles pulsantes.